# Pallino e Mimì
Pallino e Mimì è una novella di Luigi Pirandello. Fa parte della raccolta La vita nuda (1922), secondo tomo delle Novelle per un anno.
È una delle due cosiddette "novelle termali" (l'altra è Acqua amara) avendo entrambe infatti per ambientazione le terme di Chianciano, più volte frequentate dallo scrittore.

## Trama
Mimì è la cagnolina di una donna statunitense, miss Galley, che ogni estate frequenta le terme di Chianciano. La padrona esige che Mimì non si unisca a nessun cane finché lei stessa non avrà trovato un partner per sé: questo infatti è il vero motivo che sta a monte delle sue trasferte in Italia. Dopo anni infruttuosi, la Galley sembra aver finalmente individuato nel commendatore Basilio Gori l'uomo che cercava; avendo pertanto maggiore libertà di azione, Mimì si accoppia con Pallino, il cane di Fanfulla Mochi, sanguigno macellaio di Chianciano. Ma la relazione tra Gori e miss Galley si rivela di brevissima durata, solo pochi giorni. La padrona, dopo aver scoperto la verità su Mimì, l'abbandona e rientra negli Stati Uniti senza di lei. La cagnolina rimarrà sola, venendo infatti anche ripudiata da Pallino, nonostante lui l'abbia ingravidata.

## Edizioni
- Luigi Pirandello, Novelle per un anno, Prefazione di Corrado Alvaro, Mondadori 1956-1987, 2 volumi. 0001690-7
- Luigi Pirandello, Novelle per un anno, a cura di Mario Costanzo, Prefazione di Giovanni Macchia, I Meridiani, 2 volumi, Arnoldo Mondadori, Milano 1987 EAN: 9788804211921
- Luigi Pirandello, Tutte le novelle, a cura di Lucio Lugnani, Classici Moderni BUR, Milano 2007, 3 volumi.
- Luigi Pirandello, Novelle per un anno, a cura di S. Campailla, Newton Compton, Grandi tascabili economici.I mammut, Roma 2011 Isbn 9788854136601
- Luigi Pirandello, Novelle per un anno, a cura di Pietro Gibellini, Giunti, Firenze 1994, voll. 3.